# Anodorhynchus leari
Anodorhynchus leari là một loài chim trong họ Psittacidae.

## Hình ảnh

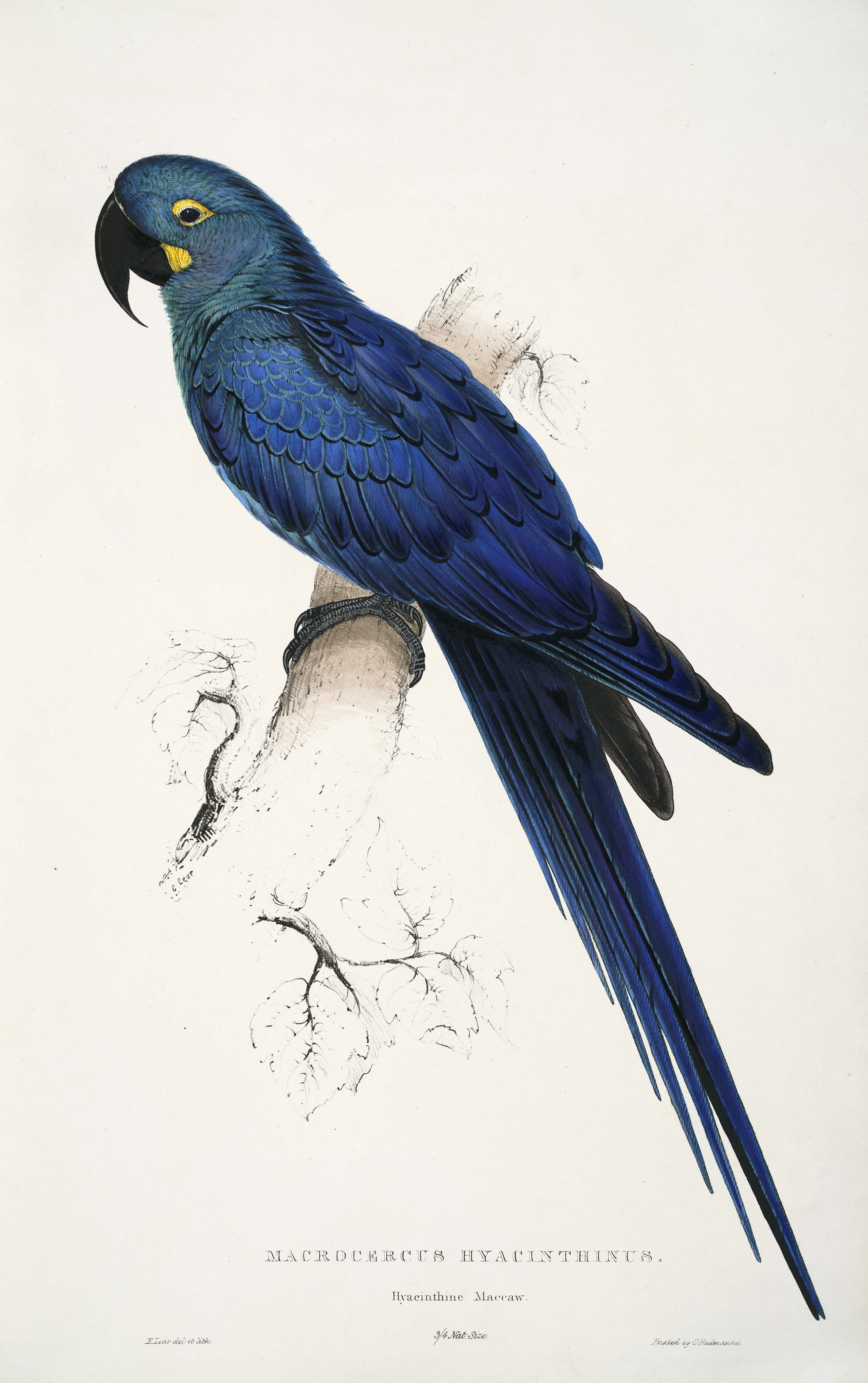
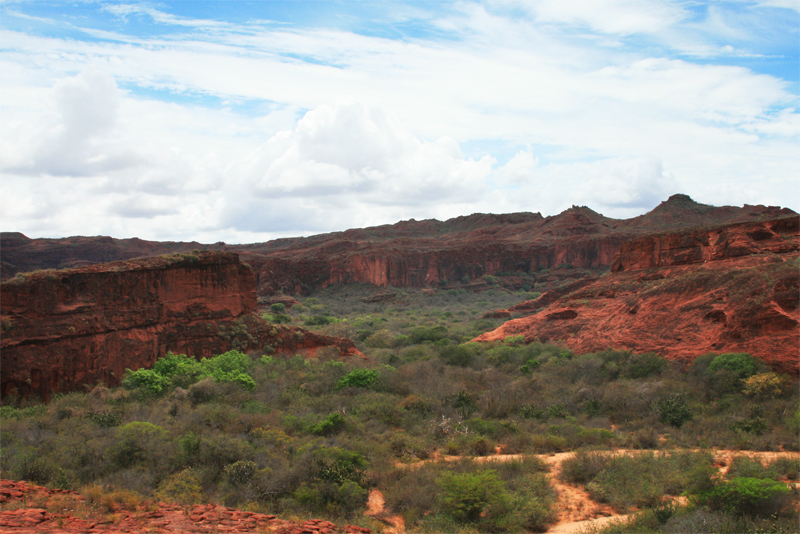
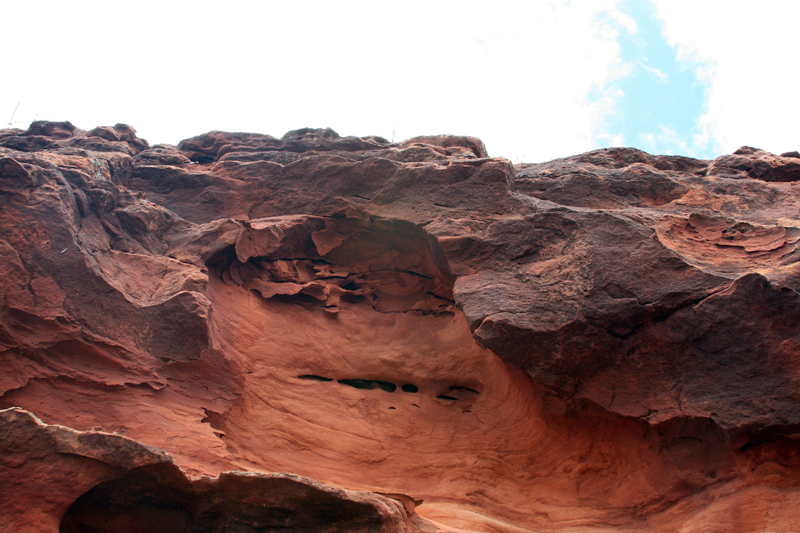